# كهف أراغو
كهف أراغو هو موقع في عصر ما قبل التاريخ في مجتمع تاوتافيل، في مقاطعة البرانيس الشرقية. إنه تجويف كبير يطل على مجرى معمر يسمى فيردوبل. تم اكتشاف بقايا بشرية منسوبة إلى إنسان تاوتافيل وبقايا حجرية من العصر الحجري القديم السفلي في الكهف.